# Syspira synthetica
Syspira synthetica är en spindelart som beskrevs av Chamberlin 1924. Syspira synthetica ingår i släktet Syspira och familjen sporrspindlar. Inga underarter finns listade i Catalogue of Life.